# Ферні
Ферні (англ. Fernie) — місто в Канаді, у провінції Британська Колумбія, у складі регіонального округу Іст-Кутеней.

## Населення
За даними перепису 2016 року, місто нараховувало 5249 осіб, показавши зростання на 18,0%, порівняно з 2011-м роком. Середня густина населення становила 388,7 осіб/км².
З офіційних мов обидвома одночасно володіли 585 жителів, тільки англійською — 4 575, а 10 — жодною з них. Усього 315 осіб вважали рідною мовою не одну з офіційних, з них. 5 — українську.
Працездатне населення становило 74% усього населення, рівень безробіття — 7,2% (7,5% серед чоловіків та 6,6% серед жінок). 87,3% осіб були найманими працівниками, а 11,7% — самозайнятими.
Середній дохід на особу становив $57 563 (медіана $39 579), при цьому для чоловіків — $73 243, а для жінок $41 177 (медіани — $60 288 та $29 675 відповідно).
24,1% мешканців мали закінчену шкільну освіту, не мали закінченої шкільної освіти — 9,3%, 66,5% мали післяшкільну освіту, з яких 42,1% мали диплом бакалавра, або вищий, 10 осіб мали вчений ступінь.
| Статево-вікова структура населення | Статево-вікова структура населення | Статево-вікова структура населення | Статево-вікова структура населення | Статево-вікова структура населення |
| ---------------------------------- | ---------------------------------- | ---------------------------------- | ---------------------------------- | ---------------------------------- |
|                                    |                                    |                                    |                                    |                                    |
| Всього                             | Всього                             | 50,2%49,8%                         |                                    |                                    |
| 0 — 14 років                       | 0 — 14 років                       |                                    | 18,5%                              | 18,5%                              |
| 15 — 64 років                      | 15 — 64 років                      |                                    | 67,4%                              | 67,4%                              |
| 65 і більше                        | 65 і більше                        |                                    | 14,1%                              | 14,1%                              |
| 85 і більше                        | 85 і більше                        |                                    | 1,7%                               | 1,7%                               |
| Середній вік (років)               | Середній вік (років)               | 38,639,9                           | 39,2                               | 39,2                               |
| Медіана (років)                    | Медіана (років)                    | 37,638,4                           | 38,0                               | 38,0                               |
| — чоловіки — жінки                 |                                    |                                    |                                    |                                    |

| Походження мешканців:     | Походження мешканців:     | Походження мешканців: | Походження мешканців: | Походження мешканців: |
| ------------------------- | ------------------------- | --------------------- | --------------------- | --------------------- |
| Походження                |                           |                       | осіб                  | %                     |
| Корінні американці        | Корінні американці        |                       | 310                   | 6.01%                 |
| Інше північноамериканське | Інше північноамериканське |                       | 1 405                 | 27.26%                |
| Європейське               | Європейське               |                       | 4 290                 | 83.22%                |
| британське                | британське                |                       | 2 960                 | 57.42%                |
| французьке                | французьке                |                       | 630                   | 12.22%                |
| українське                | українське                |                       | 370                   | 7.18%                 |
| Латинськоамериканське     | Латинськоамериканське     |                       | 55                    | 1.07%                 |
| Карибське                 | Карибське                 |                       | 15                    | 0.29%                 |
| Африканське               | Африканське               |                       | 25                    | 0.48%                 |
| Азійське                  | Азійське                  |                       | 175                   | 3.39%                 |
| Океанійське               | Океанійське               |                       | 110                   | 2.13%                 |

| Зайнятість населення за галузями (за класифікацією NOC): | Зайнятість населення за галузями (за класифікацією NOC): | Зайнятість населення за галузями (за класифікацією NOC): | Зайнятість населення за галузями (за класифікацією NOC): | Зайнятість населення за галузями (за класифікацією NOC): |
| -------------------------------------------------------- | -------------------------------------------------------- | -------------------------------------------------------- | -------------------------------------------------------- | -------------------------------------------------------- |
|                                                          |                                                          |                                                          |                                                          |                                                          |
| Управління                                               | Управління                                               |                                                          | 12,7%                                                    | 12,7%                                                    |
| Бізнес, фінанси та адміністрування                       | Бізнес, фінанси та адміністрування                       |                                                          | 9,9%                                                     | 9,9%                                                     |
| Природничі та прикладні науки                            | Природничі та прикладні науки                            |                                                          | 5,8%                                                     | 5,8%                                                     |
| Охорона здоров'я                                         | Охорона здоров'я                                         |                                                          | 7,8%                                                     | 7,8%                                                     |
| Освіта, правозахист, муніципальні та урядові служби      | Освіта, правозахист, муніципальні та урядові служби      |                                                          | 9,7%                                                     | 9,7%                                                     |
| Мистецтво, культура, відпочинок та спорт                 | Мистецтво, культура, відпочинок та спорт                 |                                                          | 3,1%                                                     | 3,1%                                                     |
| Роздрібна торгівля та послуги                            | Роздрібна торгівля та послуги                            |                                                          | 22,7%                                                    | 22,7%                                                    |
| Гуртова торгівля, транспорт та обладнання                | Гуртова торгівля, транспорт та обладнання                |                                                          | 21,3%                                                    | 21,3%                                                    |
| Природні ресурси, сільське господарство                  | Природні ресурси, сільське господарство                  |                                                          | 4,1%                                                     | 4,1%                                                     |
| Виробництво                                              | Виробництво                                              |                                                          | 2,9%                                                     | 2,9%                                                     |

## Клімат
Середня річна температура становить 4,3°C, середня максимальна – 20,4°C, а середня мінімальна – -16°C. Середня річна кількість опадів – 963 мм.
| Клімат поселення                              | Клімат поселення | Клімат поселення | Клімат поселення | Клімат поселення | Клімат поселення | Клімат поселення | Клімат поселення | Клімат поселення | Клімат поселення | Клімат поселення | Клімат поселення | Клімат поселення | Клімат поселення |
| Показник                                      | Січ.             | Лют.             | Бер.             | Квіт.            | Трав.            | Черв.            | Лип.             | Серп.            | Вер.             | Жовт.            | Лист.            | Груд.            |                  |
| Середній максимум, °C                         | −1,2             | 2,36             | 6,66             | 11,70            | 16,43            | 20,36            | 19,93            | 19,90            | 14,84            | 9,38             | 1,95             | −2,74            |                  |
| Середня температура, °C                       | −8,58            | −5,04            | −0,74            | 4,29             | 9,04             | 12,97            | 15,91            | 15,90            | 10,84            | 5,36             | −2,08            | −6,75            |                  |
| Середній мінімум, °C                          | −15,99           | −12,44           | −8,13            | −3,09            | 1,65             | 5,58             | 11,90            | 11,88            | 6,81             | 1,36             | −6,1             | −10,77           |                  |
| Норма опадів, мм                              | 101              | 73               | 73               | 70               | 80               | 90               | 56               | 46               | 62               | 79               | 126              | 107              |                  |
| Середньомісячна швидкість вітру, м/с          | 3.13             | 2.98             | 3.28             | 3.31             | 3.15             | 3.06             | 2.86             | 2.72             | 2.74             | 2.96             | 3.15             | 2.96             |                  |
| Середньомісячна сонячна радіація, кДж/м²·день | 3908             | 7406             | 12086            | 16427            | 20144            | 21678            | 23625            | 20269            | 14318            | 8427             | 4151             | 3004             |                  |
| --------------------------------------------- | ---------------- | ---------------- | ---------------- | ---------------- | ---------------- | ---------------- | ---------------- | ---------------- | ---------------- | ---------------- | ---------------- | ---------------- | ---------------- |
| Джерело:                                      |                  |                  |                  |                  |                  |                  |                  |                  |                  |                  |                  |                  |                  |